# Hawise de Londres
Hawise de Londres († 1274) war eine anglonormannische Adlige.

## Leben
Sie war die Tochter von Thomas de Londres und dessen Frau Eva, einer Tochter von Fulk de Warin. Nachdem ihr Onkel William de Londres 1211 und ihr Vater um 1215 ohne männliche Nachkommen gestorben waren, erbte sie Ogmore Castle in Glamorgan sowie die Ansprüche auf die Herrschaft Kidwelly, die 1215 von den Walisern erobert worden war. 1220 musste der walisische Lord Rhys Gryg auf Druck des Fürsten Llywelyn ap Iorwerth von Gwynedd Kidwelly an Hawise übergeben.
In erster Ehe heiratete Hawise vor 1225 Walter de Braose, einen jüngeren Sohn des 1210 im Kerker von König Johann Ohneland gestorbenen William de Braose. Walter starb 1233 oder 1234 im Kampf gegen die Waliser. Bereits 1231 war jedoch Kidwelly Castle wieder von Llywelyn ap Iorwerth erobert worden. In zweiter Ehe heiratete Hawise Henry de Turberville. Dessen Herkunft ist nicht eindeutig geklärt. Er könnte ein Verwandter von Gilbert de Turberville von Coity Castle in Glamorgan gewesen sein, aber auch der Militär Henry de Trubleville, der 1234 das belagerte Carmarthen Castle entsetzt hatte. Henry starb bereits vor 1239. In dritter Ehe heiratete sie Patrick de Chaworth. Patrick de Chaworth konnte 1243 oder 1244 Kidwelly Castle von dem walisischen Lord Maredudd ap Rhys zurückgewinnen. 1257 oder 1258 fiel Patrick de Chaworth im Kampf gegen die Waliser.
Aus ihrer dritten Ehe hatte sie mehrere Kinder, darunter:
1. Payn († 1279)
2. Patrick de Chaworth († 1283),[5]
3. Eva ⚭ Robert de Tibetot[6]

Sie wurde in der Prioratskirche von Ewenny begraben.